# 하스누마 쇼타
하스누마 쇼타(일본어: 蓮沼 翔太, 1993년 10월 15일~)는 일본의 전 축구 선수이다.

## 구단 경력
그는 2016년부터 2017년까지 J리그의 후쿠시마 유나이티드 FC에서 활동하였다.